# Bitva u Salamíny
Bitva u Salamíny byla rozhodující námořní bitva řecko-perských válek, ve které v roce 480 př. n. l. 22., 23., 24., 27. nebo 28. září (nejisté) zvítězilo řecké loďstvo nad perským. Jde o jednu z nejvýznamnějších bitev starověku.
Historické údaje o průběhu bitvy jsou nejisté a podle různých autorů se liší. Řeckému pozemnímu vojsku velel spartský vojevůdce Eurybiadés, hlavní úlohu v přípravě a průběhu bitvy ale sehrál Athéňan Themistoklés, syn Neoklův.

## Pozadí bitvy
Před bitvou došlo v Athénách k neobvyklé epizodě: Athéňané požádali o věštbu věštírnu v Delfách, v té se mimo jiné objevila slova o „dřevěných hradbách“ („Dopustí Zeus, že Heladě zůstanou dřevěné hradby, které nápory vydrží. Prospějí vám všem i dětem.“). Někteří Athéňané prosazovali výklad, že nebude zničena Akropolis, neboť byla kdysi obehnána dřevěným plotem. Themistoklés prosadil výklad, že rozhodující bude námořní boj (dřevěné hradby = lodě).
Po pozemní bitvě u Thermopyl a námořní u Artemísia ustoupilo řecké válečné loďstvo k Athénám a poté k ostrovu Salamína (Salamis), kde Themistoklés, přes značnou nejednotu v řeckém táboře, prosadil svedení rozhodující námořní bitvy.
Koncem září Peršané obsadili Athény a jejich loďstvo se usadilo v zátoce Falerón. Themistoklés prosadil za místo bitvy Salamínu, protože věděl, že v úzké úžině Peršané nebudou moci uplatnit svoji početní převahu. Xerxés si to však zřejmě uvědomoval a snažil se naopak Řeky vylákat do Saronského zálivu, což se mu nezdařilo. Aby si vynutil svedení bitvy v úžině, rozšířil Themistoklés zprávu, že mezi Řeky panují neshody a že se řecké válečné lodě v noci chtějí stáhnout dál na jih. Na tuto zprávu reagoval perský král Xerxés snahou zaútočit, proto perské lodě v noci vpluly do Salamínského průlivu, na ostrůvku Psitalia přitom vylodily oddíl vojáků. Podle některých pramenů chtěli Peršané Řeky překvapit, podle jiných chtěli v noci jen hlídat, aby Řekové noci nevyužili k útěku – Xerxovi šlo o zničení řeckého loďstva, které narušovalo jeho zásobování. Jedna z perských lodí však přešla na řeckou stranu a Řeky včas varovala.

## Bitva
Zde Řekové zaujali klasické dvouliniové postavení (rovnoběžné s pevninou) u břehů ostrova Salamíny, přičemž jejich křídla se opírala o pobřeží. Peršané zaujali trojřadé postavení u břehů Attiky.
Výběr vhodného místa umožnil Řekům eliminovat početní převahu perských lodí (dle Hérodota byl poměr perských lodí ku řeckým 800 k 360 (podle jiného zdroje u Hérodota bylo perských lodí 1207 //pozn. Peršany zastihla mořská bouře, ve které ztratili, podle Hérodota, jednu třetinu lodí, tj. 400// ), novější průzkumy ukazují, že tato čísla byla nadnesená a že tento stav byl maximálně 600 k 200). Řekům k jejich vítězství pomohla úzká úžina, to že jejich lodě byly menší a díky tomu lépe manévrovaly, silný západní vítr, který nakláněl perské lodě, ale řeckým, které jen málo vyčnívaly nad hladinu příliš neubližoval, dále lepší znalost zdejších vod, to že Peršané útočili příliš bezhlavě ve snaze předvést se před panovníkem a snad i únava perských vojáků po celé noci strávené na moři. Řekové navíc 10 dní před bitvou vytáhli své lodě na břeh, díky čemuž pak byly méně nasáklé vodou a tudíž lehčí a lépe ovladatelné než lodě Peršanů, které byly na moři již 17 dnů. Díky nutnosti rozdělit perské loďstvo a díky manévrovacím schopnostem řeckých triér se Řekům podařilo prorazit pravou stranu perské formace a tím strhnout vítězství na svou stranu. Ztráty Peršanů byly velké, pravděpodobně zde ztratili zhruba 200 lodí a mnoho vojáků a námořníků, proti 40 řeckým lodím.
V bitvě byla potopena i perská vlajková loď, na níž padl velitel perského loďstva Ariabignés.

## Důsledky bitvy
Důsledkem této bitvy bylo ovládnutí moře athénským loďstvem, řecké lodě používaly kloun k taranování perských lodí. Peršané ztratili zřejmě „jen“ kolem 25–33 % bojové síly a stále měl tedy nad Řeky početní převahu, ale už se neodvážili útok opakovat a raději se stáhli z většiny Řecka (včetně pozemních vojsk), v Thesálii ovšem ponechali 50 000 vojáků. Nutil je k tomu fakt, že bez převahy na moři nebyli schopni zásobovat svoji armádu a tudíž nemohli ve svém tažení pokračovat. V Řecku ponechali pouze menší část armády, která byla poražena o rok později v bitvě u Platají.
Bitvu u Salamíny mj. působivě (z perského pohledu, jak si ho jako Řek představoval) vylíčil starořecký dramatik Aischylos v dramatu Peršané.